# Coleoxestia armata
Coleoxestia armata là một loài bọ cánh cứng trong họ Cerambycidae.